# Андрущенко Олена Анатоліївна
Андрущенко Олена Анатоліївна (нар. 27 квітня 1966, м. Харків, УРСР) — фахівець з літературознавства, доктор філологічних наук (2000), проректор з наукової роботи Харківського національного педагогічного університету імені Г. С. Сковороди.

## Біографія
Народилася 27 квітня 1966 у місті Харків, УРСР.
У 1987 році вона закінчила Харківський педагогічний інститут. У ньому й продовжила працювати після завершення навчання.
У 2000 році Олена Андрущенко захистила докторську дисертацію.
У 2002 році їй було присвоєне звання професора.
Працювала на кафедрі російської та світової літератури.
У період з 2010 року вона обіймає посаду завідувача кафедри російської та світової літератури.
Нині обіймає посаду першого проректора (з 2015 року), проректора з наукової роботи Харківського національного педагогічного університету імені Г. С. Сковороди та викладає на кафедрі світової літератури.

## Наукові інтереси
Олена Андрущенко спеціалізується на історії культури та театру.

## Творчий доробок
Вона є укладачем збірки драматичних та невідомих творів Д. Мережковського, а також авторкою близько 100 наукових праць:
- Андрущенко Е. А. «Вместо листьев […] копчёные селёдки»: ранний символизм в публикациях «Нового времени» // Prasa w rosyjskim procesie historycznoliterackim: publik. nauk. / Instytut Komunikacji Specjalistycznej i Interkulturowej ; Uniwersytet Warszawski ; pod red. naukową M. Latkowskiej. — Warszawa: IKSI: UW, 2017. — Tom 1. — С. 73–84.
- Андрущенко Е. А. Белинский, Гоголь, Грядущий Хам и желтолицые позитивисты // Toronto Slavic Quarterly. — Toronto, 2016. — № 57. — P. 76–85.
- Андрущенко Е. А. «Вне основной темы… не захотел существовать»: заметки к будущей биографии Д. С. Мережковского // Филологические исследовани: сб-к научн. работ. — Киев: изд. Дом Д. Бураго, 2016. — № 15. — С. 12-23.
- Андрущенко Е. А. Каким мы его знаем // Сквозь литературу. Сб. статей к 80-летию Л. Г. Фризмана. — Київ: Видавничий Дім Дмитра Бураго, 2015. — С. 3-18.